# Arts at CERN
 (novembre 2023).
La mise en forme du texte ne suit pas les recommandations de Wikipédia : il faut le « wikifier ».
Les points d'amélioration suivants sont les cas les plus fréquents. Le détail des points à revoir est peut-être précisé sur la page de discussion.
- Les titres sont pré-formatés par le logiciel. Ils ne sont ni en capitales, ni en gras.
- Le texte ne doit pas être écrit en capitales (les noms de famille non plus), ni en gras, ni en italique, ni en « petit »…
- Le gras n'est utilisé que pour surligner le titre de l'article dans l'introduction, une seule fois.
- L'italique est rarement utilisé : mots en langue étrangère, titres d'œuvres, noms de bateaux, etc.
- Les citations ne sont pas en italique mais en corps de texte normal. Elles sont entourées par des guillemets français : « et ».
- Les listes à puces sont à éviter, des paragraphes rédigés étant largement préférés. Les tableaux sont à réserver à la présentation de données structurées (résultats, etc.).
- Les appels de note de bas de page (petits chiffres en exposant, introduits par l'outil «  Source ») sont à placer entre la fin de phrase et le point final[comme ça].
- Les liens internes (vers d'autres articles de Wikipédia) sont à choisir avec parcimonie. Créez des liens vers des articles approfondissant le sujet. Les termes génériques sans rapport avec le sujet sont à éviter, ainsi que les répétitions de liens vers un même terme.
- Les liens externes sont à placer uniquement dans une section « Liens externes », à la fin de l'article. Ces liens sont à choisir avec parcimonie suivant les règles définies. Si un lien sert de source à l'article, son insertion dans le texte est à faire par les notes de bas de page.
- La présentation des références doit suivre les conventions bibliographiques. Il est recommandé d'utiliser les modèles {{Ouvrage}}, {{Chapitre}}, {{Article}}, {{Lien web}} et/ou {{Bibliographie}}. Le mode d'édition visuel peut mettre en forme automatiquement les références.
- Insérer une infobox (cadre d'informations à droite) n'est pas obligatoire pour parachever la mise en page.

Pour une aide détaillée, merci de consulter Aide:Wikification.
Si vous pensez que ces points ont été résolus, vous pouvez retirer ce bandeau et améliorer la mise en forme d'un autre article.
Arts at CERN est un programme de création artistique actif depuis 2011, au sein du CERN, l'Organisation européenne pour la recherche nucléaire (le plus grand centre de physique des particules du monde) située à Genève. Des artistes sélectionnés sur concours obtiennent la possibilité de créer des œuvres en lien avec la communauté scientifique du CERN. Selon la directrice du programme Mónica Bello, l'objectif de ce programme est de stimuler le dialogue entre la science et les arts, et de soutenir la production d'œuvres artistiques informées par la recherche fondamentale.

## Programmes de résidence

### Programme Collide
Le programme de résidence initial, nommé "Collide" (Collide Residency Award), consiste à offrir une résidence de plusieurs mois au CERN. Le programme fonctionne avec des partenariats de trois ans avec d'autres institutions:
- 2012 – 2015 : avec le festival Ars Electronica à Linz.
- 2016 – 2018 : avec FACT (Foundation for Art and Creative Technology) à Liverpool. Une exposition intitulée Broken Symmetries est organisée à la suite de ce partenariat[3].
- 2019 – 2022 : avec le Barcelona City Council et l'Institute of Culture of Barcelona.
- En 2023, un partenariat de trois ans est annoncé avec Copenhagen Contemporary.

En 2021, le Collide Residency Award a reçu 388 candidatures de 75 pays.

#### Artistes en résidence du programme Collide International

##### En partenariat avec Ars Electronica Linz
- Julius von Bismarck : premier artiste en résidence au CERN en 2012. Lauréat du Collide Award 2012.
- Bill Fontana : lauréat du Collide Award 2013 (2e édition). Pendant sa résidence, il capte les sons du Large Hadron Collider[5].
- Ryoji Ikeda : lauréat du Collide Award 2014 (3e édition), artiste en résidence en 2014 et 2015[6]. Pendant sa résidence, il développe deux projets:  supersymmetry, et micro | macro[7].

##### En partenariat avec FACT Liverpool
- Semiconductor (Ruth Jarman et Joe Gerhardt): lauréats du Collide Award 2015[5].
- Yunchul Kim : lauréat du Collide Award 2016, en partenariat avec FACT Liverpool[8]
- Haroon Mirza & Jack Jefls (studio hrm199) : lauréats du Collide Award 2017[5].
- Suzanne Treister : lauréate du Collide Award 2018.

##### En partenariat avec des institutions de Barcelone (2019 – 2022)
- Rosa Menkman : lauréate du Collide Award 2019, en partenariat avec Barcelone [9]. Elle effectue sa résidence en septembre 2019[10].
- Rasheedah Phillips (collectif Black Quantum Futurism) : lauréate du Collide Award 2020[1].
- Dorota Gawęda & Eglė Kulbokaitė : lauréates du Collide Award 2021.

##### En partenariat avec Copenhagen Contemporary (2023-2025)
- Joan Heemskerk (du collectif JODI) : lauréate du Collide Copenhagen residency award 2023[11].

### Programme Accelerate
Le programme "Accelerate" a été développé sous forme de partenariat avec des pays, dont la Corée, la Grèce, l'Autriche et les UAE. Des artistes de ces pays ont eu l'occasion de résider pendant un mois au CERN.

### Programme Connect (2021–2024)
En 2021, après dix années d'activité du programme Arts at CERN, le programme international "Connect" est lancé, en partenariat avec la fondation Pro Helvetia. Dans ce programme, des artistes ont la possibilité de travailler au CERN, puis de voyager dans une institution partenaire (centres de recherche et observatoires liés à la physique, l'astronomie et la cosmologie) dans un autre pays. En parallèle, le programme "résidence Connect" permet à des artistes suisses de faire une résidence au CERN. 

#### Connect South Africa (2021)

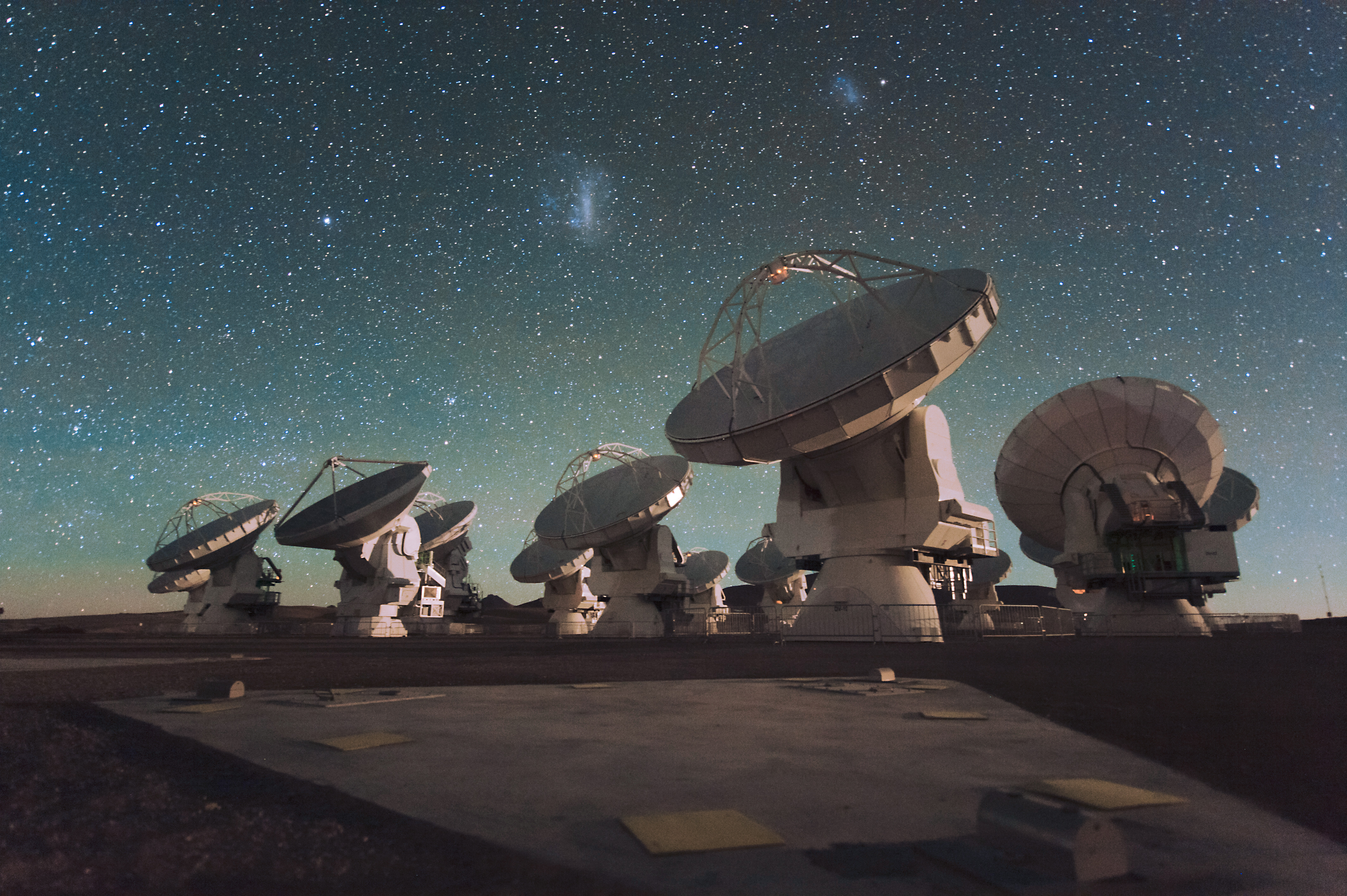
L'observatoire Atacama Large Millimeter Array (ALMA) au Chili

Pour la première résidence internationale en 2021, Connect South Africa, l'institution partenaire est l'Observatoire astronomique sud-africain. Les lauréats sont Ian Purnell, artiste suisse, et Kamil Hassim, artiste sud-africain.
La résidence Connect 2021, permettant une résidence de trois mois aux CERN, est décernée au collectif suisse AATB.

#### Connect India (2022)
En 2022, pour l'édition Connect India, l'institution partenaire est l'International Centre for Theoretical Sciences (ICTS-TIFR) à Bangalore. Les lauréates sont Elisa Storelli, artiste suisse, et Rohini Devasher, artiste indienne.
La lauréate de la résidence Connect 2022 est l'artiste suisse Johanna Bruckner.

#### Connect Chile (2023)
En 2023, Connect Chile permet à deux artistes d'effectuer trois semaines de résidence dans des observatoires au Chili, l'European Southern Observatory (ESO) et le ALMA dans le désert d'Atacama. Les lauréates sont Dominique Koch, artiste suisse, et Marcela Moraga, artiste chilienne.

## CERN Science Gateway
Le "CERN Science Gateway" est un espace d'exposition du CERN qui a ouvert le 8 octobre 2023. Le bâtiment conçu par l'architecte Renzo Piano est dédié à l'éducation scientifique. Il comporte plusieurs espaces d'exposition, deux laboratoires, et un auditorium de 900 places. Le coût de construction fut d'environ 90 millions de francs suisses, les coûts d'opération sont estimés à 4 millions par année.  
Dans l'exposition inaugurale, Exploring the Unknown, sont présentées quatre œuvres créés pour cette exposition par les artistes Julius von Bismarck, Chloé Delarue, Ryoji Ikeda et Yunchul Kim, qui ont été auparavant artistes en résidence au CERN.